# الكسندر تي. غودوين
الكسندر تي. غودوين هو محامي وقاضي وسياسي أمريكي، ولد في 9 أغسطس 1837، وتوفي في 3 يوليو 1899. نشط حزبياً في الحزب الديمقراطي. وقد انتخب عضو مجلس ولاية نيويورك ‏.